# Магда Гесслер
Магда Гесслер, справжнє ім'я Магдалена Дарія Гесслер, з родини Іконович (народилася 10 липня 1953 року в Коморові) — польська рестораторка, власниця чи співвласниця кількох ресторанів, художниця, письменниця, оглядачка та телевізійна особистість.

## Молодість
Народилася в Коморові. Батько Мирослав Іконович походив з Віленського краю (мати М. Іконовича родом з Каліша, її родина мала італійське коріння), був кореспондентом Польської Агенції Преси, натомість мати, Ольга Борковська, була російського походження  і займалася гастрономією. Брат Магди Гесслер, Пйотр Іконович - лівий політик, юрист і журналіст. Її хрещеним батьком був друг родини Рішард Капусцінським. 
Дитинство провела в Софії та на Кубі, що було пов’язано з професійною діяльністю батька. Закінчила навчання в  XXII загальноосвітньому ліцеї імені Хосе Марті у Варшаві. У 60-х роках  ХХ століття вона та її родина оселилися в Гавані, а через кілька років у Мадриді, де вона закінчила курс живопису в Королівській академії образотворчих мистецтв св. Фердинанда. 
Вільно володіє іспанською, німецькою та італійською мовами, також говорить англійською та португальською мовами.

## Кар'єра в галузі громадського харчування

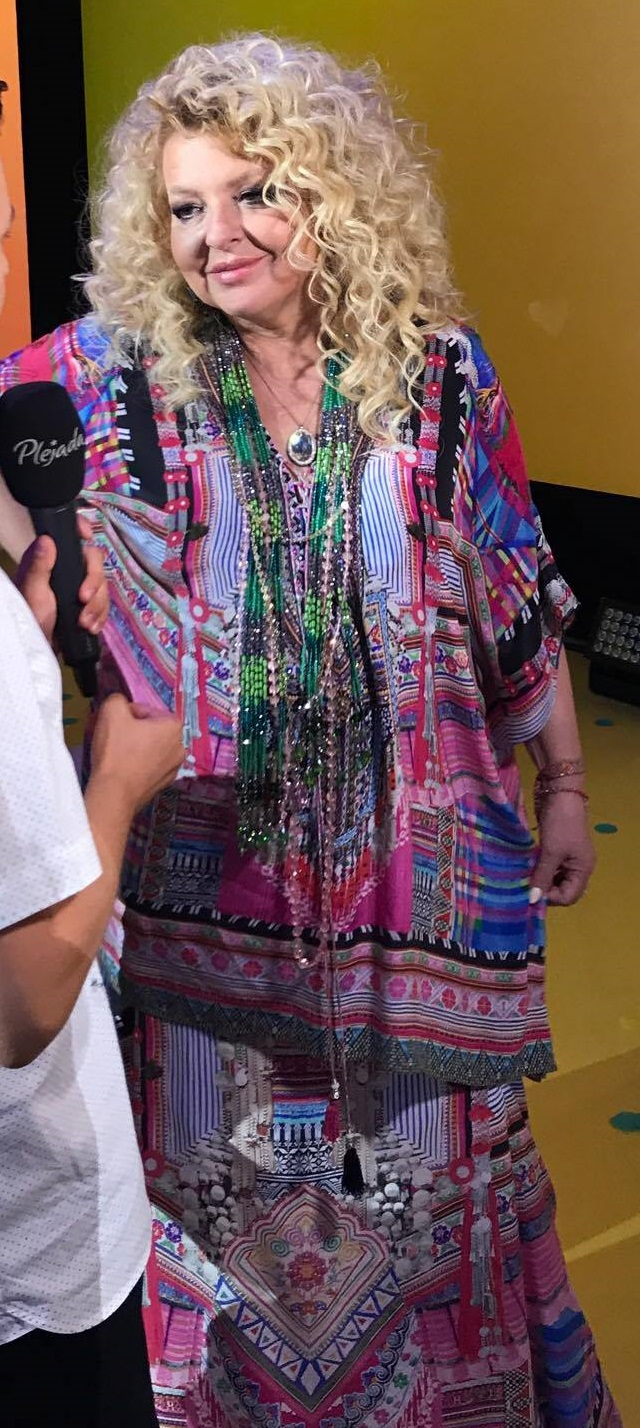
Магдалена Гесслер на рамковій конференції TVN у Варшаві 2017 року

Опублікувала три кулінарні книги: «Кухня моя пристрасть» (червень 2005 р.), «Я люблю готувати — рецепт життя Магди Гесслер» (жовтень 2007 р.) та «Кухонні революції. Рецепти Магда Гесслер» (листопад 2012 р.). З 12 червня 2010 року пише кулінарні колонки у тижневику «Wprost», а з 5 березня 2012 року також у тижневику «Newsweek». Керує вебсайтом SmakiZycia.pl. 
З 6 березня 2010 року була ведучою програми TVN «Кухонні революції», а з жовтня 2017 року до осені 2019 року вела програму на Food Network «Сексі кухня Магди Гесслер», якої було створено п’ять сезонів. У 2019 році була ведучою двох сезонів програми на Food Network «Відкриття Магди Гесслер». З 2 вересня 2012 року вона є членкинею присяжних польського варіанту програми «MasterChef». Навесні 2016 та 2019 років виступала гостею у 1-му та 4-му випусках програми «MasterChef Junior Poland», а у 2017 та 2018 роках була присяжною у спеціальному виданні «MasterChef — Найкращі». 
16 грудня 2010 року її було нагороджено Міністром сільського господарства та розвитку сільських районів за просування польської продукції. 
У лютому 2014 року налагодила співпрацю з ярмарком традиційних та екологічних продуктів «Regionalia». 
Вона стала обличчям компанії ZM Peklimar SA, що виробляє ковбасу під назвою «Besos». 

## Інші підприємства
Створила власну колекцію скатертин та серветок для лляної фабрики Жирадув та настільної гри «Кухонний покер». 
Зіграла в одному з епізодів серіалу TVN «Няня» (2008) та «На спільній» (2014). Знялась у польському трейлері шостого сезону серіалу Netflix «Помаранчевий — хіт сезону» (2018). Озвучила черепашку Магду в анімаційному фільмі «Ням!» (2011). 
У 2019 році була героїнею реаліті-шоу «Старша пані мусить перевернутись» та гостею у програмі «Big Brother». 
Брала участь у рекламних кампаніях бренду Ulgix, який виробляє засоби, що сприяють виходу кишкових газів та покращують процеси травлення. 

## Особисте життя
У 80-х роках XX століття вийшла заміж за Волхарта Мюллера (1942–1987), кореспондента тижневика «Der Spiegel» у Мадриді. Після його смерті повернулася до Польщі і вийшла заміж за Пйотра Гесслера, члена сім'ї варшавських рестораторів, сина Збігнева Гесслера та брата Адама Гесслера. Після поділу сімейного бізнесу в 1991 році Пйотр та Магдалена Гесслер отримали ресторан «U Fukiera» у Варшаві. Іноді її плутають з Мартою Гесслер, власницею ресторану «Qchnia Artystyczna» та квіткового магазину «Warsztat Woni» у Варшаві. Обидві — чергові дружини Пйотра Гесслера, звідси і причина однакових прізвищ.
Її нинішній чоловік — Вальдемар Козеравський, сімейний лікар з естетичної медицини, який  живе в Торонто, в Канаді. 
Живе в Лом’янкі під Варшавою, декларує визнання православ'я. 
У 2018 році зізналася, що страждає на параліч трійчастого нерва. 

## Фільмографія
- 2008: «Няня» — в ролі служниці (епізод 106)
- 2011 рік: «Ням!» — в ролі черепахи Магди (дубляж)
- 2014: «На спільній» — в ролі самої себе.

## Нагороди та номінації
| Рік  | Приз                 | Категорія                       | Результат | Джерело |
| ---- | -------------------- | ------------------------------- | --------- | ------- |
| 2011 | Wiktory 2010         | Найбільше телевізійне відкриття | Перемога  | [ 45 ]  |
| 2012 | Telekamery 2012      | ТВ-особистість                  | Перемога  | [ 46 ]  |
| 2013 | Telekamery 2013      | ТВ-особистість                  | Номінація | [ 47 ]  |
| 2013 | Plejada Top Ten 2013 | «Завжди на висоті»              | Перемога  | [ 48 ]  |
| 2014 | Telekamery 2014      | ТВ-особистість                  | Номінація | [ 49 ]  |
| 2017 | Telekamery 2017      | ТВ-особистість                  | Номінація | [ 50 ]  |
| 2018 | Telekamery 2018      | ТВ-особистість                  | Номінація | [ 51 ]  |